# Dicronorrhina
Dicronorrhina (alternativně též Dicranorrhina) je rod afrických zlatohlávků z tribu Goliathini, zahrnující 4 druhy. Jsou to velcí, lesklí zlatohlávci se základním zbarvením v různých odstínech zelené, některé druhy mají bělavé tomentování na hlavě nebo i na štítu a krovkách. Samci mají na hlavě široký kladivovitý výrůstek.

## Rozšíření
Zástupci rodu jsou rozšíření v subsaharské Africe od Pobřeží slonoviny po Keňu a Jihoafrickou republiku. Žijí v původních lesích v nadmořské výšce do 1000 m. Larvy se vyvíjejí v trouchnivějícím dřevě a listové hrabance.

## Přehled druhů
Dicronorrhina cavifrons - druh podobný Dicronorrhina micans, je však drobnější (samci max. 50 mm) a výběžek na hlavě samců je subtilnější a vidličnatě vykrojený. Druh je rozšířen v lesích západní Afriky od Pobřeží slonoviny po Togo a Ghanu.
Dicronorrhina micans - leskle zelený, někdy s odstíny do zlatova nebo do modra. Největší druh rodu, samci dorůstají délky až 60 mm. Výrůstek na hlavě je masivní, kladivovitý. Vyskytuje se v tropické střední Africe od Zaire po Kamerun a Ugandu.
Dicronorrhina derbyana - základní zbarvení je leskle zelené, často s odstínem do zlatova až do červena. Hlava je u obou pohlaví bíle tomentovaná, samci se dorůstají až 50 mm délky. Vyskytuje se v lesích východní a jižní Afriky od Keni po Jihoafrickou republiku.
Rozlišováno je několik barevných odchylek bez odděleného areálu výskytu a proto řazených jen jako variety. Základní forma má bílé tomentování na hlavě a na okrajích krovek a štítu. Zatímco D. derbyana var. divortalis má tomentovanou jen hlavu, D. derbyana var. layardi má kromě lemování krovek a štítu ještě bělavý pruh táhnoucí se prostředkem každé krovky.
Poddruh D. derbyana ssp. conradsi (některými autory uváděna jako D. oberthuri ssp. conradsi) má základní zbarvení tmavě zelené s výrazným fialovým leskem.
Dicronorrhina oberthuri - druh podobný Dicronorrhina derbyana, odlišuje se ve zbarvení břišních článků, které jsou široce bíle tomentované. Výskyt v Keni a Tanzanii.

## Chov
Všechny druhy jsou již odchovávány v zajetí, nejdéle je v kultuře Dicronorrhina micans, nejčastěji chovaným a asi nejatraktivnějším druhem je D. derbyana var. layardi. Chov je obdobný jako u většiny afrických zlatohlávků.
Larvy přijímají listovku, případně s příměsí trouchnivého dřeva listnatých stromů. Substrát musí být přiměřeně vlhký, nepřemokřený. Nejsou kanibalistické, lze tedy chovat více larev pohromadě v přiměřeně velké nádobě. Na rozdíl od většiny jiných afrických zlatohlávků nemá smysl přikrmovat trusem býložravců, neboť se mu vyhýbají.
Zajímavé je lehce duhově opalizující ochlupení, patrné především po svlékání larev. Ochlupení je také o něco delší než např. u rodů Pachnoda a Eudicella.
Larvy se kuklí v kokonu vytvořeném z okolního materiálu. Kukly je lépe udržovat jen v lehce vlhkém prostředí, při přemokření může docházet k deformacím krovek nebo i k úhynu.
Dospělí brouci přijímají přezrálé ovoce (nejvhodnější je banán), potravu lze zpestřit např. chlebem namočeným v pivu, rozředěným medem nebo speciální výživou pro brouky - tzv. beetle jelly.
Chov je při zajištění odpovídajících podmínek možný po mnoho generací. Mezidruhoví kříženci nejsou známi, v chovech občas vzniknou kříženci D. derbyana var. conradsi x layardi